# Partido Social de Unidad Nacional
Der Partido Social de Unidad Nacional (deutsch: Soziale Partei der Nationalen Einheit), kurz Partido de la U, ist eine politische Partei in Kolumbien. Sie wurde am 31. August 2005 von Álvaro Uribe gegründet, um die parlamentarischen Unterstützer seiner Präsidentschaft zu vereinen und diese abzusichern. Seit den Parlamentswahlen 2006 ist die Partei stärkste Kraft im Senat, seit dem Übertritt einiger Kongressabgeordneter von der Partei Cambio Radical 2009 auch im Abgeordnetenhaus. Von 2010 bis 2018 war Juan Manuel Santos Uribes Nachfolger als Staatspräsident und als Spitzenmann des Partido de la U.

## Geschichte
Ab 1858 herrschte in Kolumbien ein Zwei-Parteien-System, in dem sich der Partido Conservador Colombiano und der Partido Liberal Colombiano an der Macht abwechselten. Zur Präsidentschaftswahl 2002 trat Álvaro Uribe, ein ehemaliges Mitglied der Liberalen Partei, als unabhängiger Kandidat unter dem Banner Primero Colombia („Kolumbien zuerst“), unter welchem sich das gesamte Mitte-rechts-Lager vereinigte, an. Er gewann bereits im ersten Wahlgang gegen den offiziellen Kandidaten der Liberalen. Parlamentarische Unterstützung erhielt er zunächst von den Konservativen. Uribes Politik war von einem harten Durchgreifen gegen die Guerillaorganisationen und den Drogenhandel geprägt.
Rechtzeitig vor der Parlamentswahl 2006 gründeten Unterstützer Uribes, darunter auch Dissidenten aus der Liberalen Partei, den Partido Social de Unidad Nacional. Damit sollte auch eine parlamentarische Vertretung des „Uribismo“, wie die Ideologie und der Regierungsstil Uribes bezeichnet wird, ermöglicht werden. Der Kurzname Partido de la U, bei dem das „U“ natürlich auch für Uribe stehen kann, widerspiegelt die starke Ausrichtung der Partei auf die Person des Präsidenten. Bei der Wahl zum Abgeordnetenhaus errang die neue Partei 16,7 % der Stimmen und wurde mit 28 der 162 Sitze zweitstärkste Kraft hinter den Liberalen. Gleichzeitig erhielten die Senatskandidaten der Partei 17,5 % der Stimmen und konnten 20 der 102 Sitze einnehmen. Uribe selbst konnte nur aufgrund einer sehr umstrittenen Verfassungsänderung für die Wiederwahl als Präsident kandidieren. Er wurde mit 62,35 % wiedergewählt. Das war das beste Ergebnis für einen Präsidentschaftskandidaten seit 80 Jahren.
Der Partido de la U und Präsident Uribe waren massiv in den sogenannten Parapolítica-Skandal verwickelt, der sich ab 2006 entwickelte. In diesem wurde die enge Verflechtung von Politikern mit rechtsradikalen paramilitärischen Gruppen offengelegt, denen schwerste Verbrechen gegen die Zivilbevölkerung angelastet werden. Trotzdem erfreute sich Uribe weiterhin großer Beliebtheit, deren Wert bei einer Umfrage im Juni 2008 mit 91 % Zustimmung wohl ihren Höhepunkt fand.
Zunächst strebte Álvaro Uribe vor den Wahlen 2010 ein Referendum über eine erneute Verfassungsänderung an, die ihm auch eine dritte Amtszeit erlaubt hätte. Dies fand auch Zustimmung im Kongress, das Verfassungsgericht stoppte diesmal jedoch das Vorhaben. Daraufhin wurde Verteidigungsminister Juan Manuel Santos als Nachfolger aufgebaut. Aus den Kongresswahlen ging der Partido de la U erneut gestärkt hervor. Bei den Senatswahlen entfielen auf die Präsidentenpartei 25,8 % der Stimmen und 28 der 102 Sitze. Bei der Abgeordnetenhauswahl erhielt sie 25,9 % und 47 der 146 Sitze. Damit war der Partido de la U anschließend in beiden Parlamentskammern stärkste Kraft. Die Präsidentschaftswahlen im Mai und Juni gewann Santos mit 46,68 % im ersten und 69,13 % im zweiten Wahlgang gegen den Grünen Antanas Mockus.
Bei der Parlamentswahl in Kolumbien 2014  erreichte die Partei 21 Sitze im Senat und 37 Sitze im Repräsentantenhaus. Bei der Präsidentschaftswahl im Mai und Juni 2014 wurde Santos mit 51 Prozent im zweiten Wahlgang wiedergewählt. Er schloss am 26. September 2016 einen Friedensvertrag mit den FARC-EP und erhielt dafür im selben Jahr den Friedensnobelpreis.
Bei der Parlamentswahl im März 2018 ging die Partei auf 14 Senatorensitze und 25 Abgeordnetensitze zurück. Bei der Präsidentschaftswahl im Mai 2018 stellte die Partei keinen eigenen Kandidaten auf, sondern unterstützte den ehemaligen Vizepräsidenten Germán Vargas Lleras vom Cambio Radical. Dieser schied jedoch mit 7,3 Prozent der Stimmen als Viertplatzierter aus.

## Politische Position
Als Unabhängiger positionierte sich Uribe zwischen den beiden ehemals dominanten Parteien, den Liberalen und den Konservativen. Die Partei fährt jedoch einen klaren Mitte-rechts-Kurs mit Fokus auf innere Sicherheit und Unterstützung von niedrigeren Steuern. Der Partido de la U wirbt aber auch mit sozialpopulistischen Elementen um Unterstützung und steht für Beschäftigung und wirtschaftlichen Aufschwung. Die Partei steht in klarer Opposition zu den linkspopulistischen und linksnationalen Bewegungen und Regierungen in den lateinamerikanischen Nachbarländern. Ihr Verhältnis zu Venezuela unter Nicolás Maduro, Bolivien unter Evo Morales und Ecuador unter Rafael Correa ist angespannt. Gleichzeitig gilt Kolumbien unter der Präsidentschaft von Uribe und Santos als engster Verbündeter der Vereinigten Staaten in Südamerika.